# Romain Villa
Romain Villa (* 27. April 1985) ist ein ehemaliger französischer Cyclocross- und Straßenradrennfahrer.

## Sportliche Laufbahn
Romain Villa wurde 2001 zum ersten Mal französischer Cyclocross-Meister bei den Neulingen. Im nächsten Jahr holte er sich den Titel bei den Junioren und 2005 in der U23-Klasse. 2007 wurde er erneut U23-Meister und gewann bei den Cyclocross-Weltmeisterschaften in Hooglede-Gits die Bronzemedaille. Im Sommer gewann er auf der Straße eine Etappe der Tour Alsace. Ab 1. August 2007 bekam er einen Platz als Stagiaire bei dem französischen ProTeam Cofidis. Im selben Jahr gewann er eine Etappe der Tour d’Alsace. 2011 beendete er seine Radsportlaufbahn.

## Erfolge

### Cyclocross
2005
- Französischer Meister (U23)

2007
- Französischer Meister (U23)

### Straße
2007
- eine Etappe Tour Alsace

## Teams
- 2007 Cofidis (Stagiaire ab 1. August)
- 2008 Cofidis
- 2009 Cofidis